# Růženín (Chocerady)
Růženín je osada v místní části Vlkovec obce Chocerady. Nachází se na levém břehu Sázavy po levé straně ústí Vodslivského potoka. Na pravé straně Vodslivského potoka na něj navazuje základní sídelní jednotka Samechov-u nádraží patřící k choceradské místní části Samechov.[zdroj?] Růženín je tvořen sklárnou Kavalierglass a řadou novějších domků. Po břehu Sázavy osadou prochází železniční trať Čerčany - Světlá nad Sázavou, která má na protější straně potoka stanici Samechov. V Růženíně má zastávku „Chocerady, Růženín, sídliště“ také autobusová linka PID 465 Chocerady – Samechov, kterou obsluhují tři páry školních spojů a která v Choceradech navazuje na linku 383 z Prahy.
Růženín vznikl na počátku 20. století, kdy zde došlo po požáru k vybudování nové sklárny. Ta byla pojmenována Rosahütte (česky tedy sklárnou Růženín) po manželce tehdejšího vlastníka Arnošta Pryla (Růžena Prylová). Před tím sklárna pod různými vlastníky existovala pod názvem Samechovská sklárna. Prylům se dařilo a tak vznikla vlastní osada, kde měli své domky zaměstnanci sklárny. V 50. letech byla sklárna znárodněna a převedena pod sklárny Kavalier v jejichž rukách je dodnes. Dnes[kdy?] už je továrna využívána jen jako skladový prostor.